# Omari Gudul
Omari Gudul (Kinshasa, República Democrática del Congo; 18 de mayo de 1994) es un baloncestista congoleño que juega en el  Rueil Athletic Club de la Nationale Masculine 1 polaca. Con una altura de 208 cm su posición en la cancha es la de pívot.

## Trayectoria
Omari es un pívot formado a caballo entre Ranger College (2012-2013) y Angelo State Rams (2013-2016). Tras no ser drafteado en 2016, el interior congoleño comienzo su primera como profesional en las filas del BC Beroe, donde destacó en Bulgaria con 10.9 puntos y 5.6 rebotes en la liga doméstica, y 11.8 puntos y 6.2 rebotes en la liga balcánica.
En agosto de 2017, completa el juego interior del Club Joventut de Badalona para la temporada 2017-18.

## Clubes
- BC Beroe (2016-2017)
- Joventut de Badalona (2017-2018)
- PBC Lukoil Academic (2018)
- ADA Blois Basket (2018-2019)
- SCM Universitatea Craiova (2019-2020)
- Spójnia Stargard (2020-2021)
- SLUC Nancy Basket (2020-2021)
- C' Chartres Basket Masculin (2022-2023)
- Rueil Athletic Club (2023-2024)